# مایک بویل (بازیکن فوتبال)
مایک بویل (انگلیسی: Mike Boyle؛ زادهٔ ۱۱ اکتبر ۱۹۰۸) بازیکن فوتبال اهل بریتانیا است.
از باشگاه‌هایی که در آن بازی کرده‌است می‌توان به باشگاه فوتبال یورک سیتی، باشگاه فوتبال دارلینگتون، باشگاه فوتبال بولتون واندررز، باشگاه فوتبال ردینگ و باشگاه فوتبال اکستر سیتی اشاره کرد.